# Leuchtturm Großer Vogelsand
Der Leuchtturm Großer Vogelsand stand in der südöstlichen Nordsee im Bereich der Außenelbe.

## Bau
Der Leuchtturm wurde in den Jahren 1973/1974 für 15 Millionen DM (entspricht heute etwa 25 Millionen EUR) errichtet und diente der Markierung der Elbfahrrinne sowie als Sektorenfeuer der Markierung mehrerer Nebenfahrrinnen. Der Leuchtturm trug Leitfeuer, Warnfeuer und Orientierungsfeuer. Er wurde vollautomatisch von Cuxhaven aus per Richtfunk gesteuert.
Insgesamt hatte der Leuchtturm drei Präzisions-Sektorenfeuer, eine Dreh-Optik und eine Gürtel-Optik für mehrere Leit-, Warn- und Orientierungsfeuer. Darüber hinaus gab es eine akustische Warnanlage (Luft-Nebelschallanlage) sowie eine Radarantwortbake.
Aufgrund neuerer technischer Entwicklungen sowie einer Verlagerung der Elbfahrrinne wurde der Leuchtturm Ende der 1990er Jahre überflüssig und 1998 nach 24 Betriebsjahren als Leuchtfeuer abgeschaltet. Das Nebelsignal war noch bis 2004 in Betrieb, auch diente der Turm als Zufluchtsort für Schiffbrüchige.
Das 250 Tonnen schwere Turmoberteil wurde am 16. Dezember 2008 demontiert und nach Bremerhaven verbracht. Nachdem der Maritime Denkmalschutz eine Erhaltung bewirkt hatte, wurde der Kopf 2010 auf dem Hof des Havenhostels aufgestellt (neue Position: 53°33'N/8°34'O) und diente zeitweise der Deutschen WindGuard GmbH zum Üben von Kletterarbeiten. Der ebenfalls abgebaute Turmschaft wurde durch ein Stahlrohr ersetzt, das weiterhin als Seezeichen ohne Befeuerung dient.
| Gebäudeteil                                                                                               | Außenfarbe | Höhe     |
| --- | ---------- | -------- |
| Landedeck für Hubschrauber ⌀ 15 m                                                                         |            | +44,95 m |
| Luftdeck mit Antennen für Fernüberwachung und Fernsteuerung                                               | rot        |          |
| Laternendeck mit Lichtprojektoren, Dreh- und Gürteloptik                                                  | rot        |          |
| Fernsteuerdeck mit Anlagen zum automatischen, fernüberwachten Betrieb und Unterkunft für Wartungspersonal | weiß       |          |
| Maschinendeck zur Energieversorgung                                                                       | rot        |          |
| Eingangspodest für Schiffbrüchige (Turm hier ⌀ 3,6 m)                                                     | rot        |          |
| Sohlensicherung mittels Senkmatten                                                                        |            | −8,50 m  |
| Bodenverbesserung durch Grobkornzugabe                                                                    |            |          |
| Gründungsrohr vollständig ausbetoniert ⌀ 5 m                                                              |            | −37,60 m |